# Tephrina klapperichi
Tephrina klapperichi là một loài bướm đêm trong họ Geometridae.